# Società Sportiva Juve Stabia 2018-2019
Questa voce raccoglie le informazioni riguardanti la Società Sportiva Juve Stabia nelle competizioni ufficiali della stagione 2018-2019.

## Stagione
Nella stagione 2018-2019 la Juve Stabia disputa il girone C del campionato di Serie C, lo vince con 77 punti, ritornando in Serie B dopo cinque stagioni, ha vinto il torneo con 4 punti di vantaggio sul Trapani, che poi vincendo i Play-off, sale in Serie B con le vespe. Allenati da Fabio Caserta i gialloblù hanno disputato un super girone di andata chiuso con 44 punti, con 7 punti di vantaggio sul Trapani secondo, nel girone di ritorno hanno tirato i remi in barca, con 34 punti raccolti, ma sempre sufficienti per chiudere il torneo in testa. Con 12 reti firmate in campionato Daniele Paponi è stato il più prolifico dei gialloblù. Al termine del campionato ha disputato la Supercoppa, minitorneo disputato tra le tre vincitrici dei gironi di Serie C, con Virtus Entella e Pordenone, le altre due vincenti dei gironi di Serie C, il trofeo è andato al Pordenone. La Juve Stabia ha anche partecipato alla Coppa Italia Tim Cup dove nel primo turno ha superato la Pistoiese (1-0) al Menti, poi nel secondo turno hanno perso (4-1) a Verona con l'Hellas. Hanno partecipato anche alla Coppa Italia di Serie C vincendo nel primo turno eliminatorio (0-2) a Caserta, poi viene sconfitta (1-2) dal Potenza, ed eliminata dal torneo, nei sedicesimi di finale.

## Rosa
Rosa e ruoli sono aggiornati al 6 settembre 2018.
| N. |                    | Ruolo | Calciatore        |
| -- | ------------------ | ----- | ----------------- |
| 1  | Italia (bandiera)  | P     | Vincenzo Venditti |
| 2  | Italia (bandiera)  | D     | Pio Schiavi       |
| 3  | Italia (bandiera)  | D     | Giacomo Ferrazzo  |
| 4  | Italia (bandiera)  | C     | Kevin Stallone    |
| 5  | Italia (bandiera)  | C     | Giacomo Calò      |
| 6  | Italia (bandiera)  | D     | Nicholas Allievi  |
| 7  | Italia (bandiera)  | C     | Fabrizio Melara   |
| 8  | Brasile (bandiera) | C     | Bruno Vicente     |
| 9  | Italia (bandiera)  | A     | Badr El Ouazni    |
| 10 | Italia (bandiera)  | A     | Daniele Paponi    |
| 11 | Italia (bandiera)  | A     | Nunzio Di Roberto |
| 14 | Italia (bandiera)  | C     | Fabio Castellano  |
| 15 | Italia (bandiera)  | C     | Luigi Viola       |
| 16 | Croazia (bandiera) | D     | Luka Dumančić     |

| N. |                      | Ruolo | Calciatore           |
| -- | -------------------- | ----- | -------------------- |
| 17 | Kosovo (bandiera)    | A     | Ismet Sinani         |
| 18 | Italia (bandiera)    | A     | Luigi Canotto        |
| 19 | Italia (bandiera)    | D     | Lino Marzorati       |
| 20 | Danimarca (bandiera) | D     | Magnus Troest        |
| 21 | Italia (bandiera)    | A     | Salvatore Elia       |
| 22 | Italia (bandiera)    | P     | Antonio Cotticelli   |
| 23 | Italia (bandiera)    | D     | Luca Germoni         |
| 24 | Italia (bandiera)    | C     | Alessandro Mastalli  |
| 25 | Italia (bandiera)    | A     | Giuseppe Torromino   |
| 26 | Italia (bandiera)    | P     | Paolo Branduani      |
| 28 | Italia (bandiera)    | D     | Roberto Vitiello     |
| 29 | Italia (bandiera)    | A     | Massimiliano Carlini |
| 32 | Italia (bandiera)    | P     | Matteo Esposito      |
| 34 | Brasile (bandiera)   | C     | Adriano Mezavilla    |

## Risultati

### Serie C - girone C

#### Girone Di Andata
| Arbitro: | Moriconi (Roma) |

|  |           |                                        |
|  | Marcatori | 14’ Paponi 25’ Canotto 90+1’ El Ouazni |

| Arbitro: | Gariglio (Pinerolo) |

|                                         |           |  |
| Paponi 45’ (rig.) L. Viola 78’ Calò 89’ | Marcatori |  |

| Arbitro: | Rutella (Enna) |

|                                                 |           |  |
| Melara 9’ Carlini 67’ Allievi 79’ El Ouazni 82’ | Marcatori |  |

| Arbitro: | Meleleo (Casarano) |

|              |           |                                |
| Parigi 90+3’ | Marcatori | 42’ Mezavilla 43’, 71’ Canotto |

| Arbitro: | Natilla (Molfetta) |

|                      |           |              |
| Carlini 19’ Calò 82’ | Marcatori | 37’ Vivacqua |

| Arbitro: | Zufferli (Udine) |

|  |           |                                            |
|  | Marcatori | 58’ Allievi 63’ (rig.) Paponi 80’ Mastalli |

| Arbitro: | D'Ascanio (Ancona) |

|                        |           |                |
| Troest 31’ Carlini 51’ | Marcatori | 24’ F. Berardi |

| Arbitro: | Paterna (Teramo) |

|            |           |                   |
| Solini 37’ | Marcatori | 20’ (aut.) Conson |

| Arbitro: | Nicoletti (Catanzaro) |

|          |           |                 |
| Calò 90’ | Marcatori | 28’ L. Castaldo |

| Arbitro: | Marchetti (Ostia Lido) |

|  |           |            |
|  | Marcatori | 61’ Paponi |

| Castellammare di Stabia 17 novembre 2018, ore 18:30 CEST 12ª giornata | Juve Stabia     | 0 – 0 referto | Catania | Stadio Romeo Menti (4 000 spett.)\| Arbitro: \| Sozza (Seregno) \| |
| Arbitro:                                                              | Sozza (Seregno) |               |         |                                                                    |

| Arbitro: | Vigile (Cosenza) |

|            |           |                                        |
| Maistro 4’ | Marcatori | 68’ Carlini 73’ Paponi 90+1’ Mezavilla |

| Arbitro: | Cudini (Fermo) |

|                         |           |  |
| Di Roberto 37’ Elia 89’ | Marcatori |  |

| Arbitro: | Camplone (Pescara) |

|              |           |                               |
| G. Tulli 29’ | Marcatori | 43’ El Ouazni 90+3’ Mezavilla |

| Arbitro: | Zingarelli (Siena) |

|                                                      |           |  |
| Paponi 7’ (rog.), 45+1’ L. Viola 59’ R. Vitiello 72’ | Marcatori |  |

| Arbitro: | Santoro (Messina) |

|                 |           |               |
| Franchino 90+1’ | Marcatori | 90+6’ Carlini |

| Arbitro: | Feliciani (Teramo) |

|                                                     |           |  |
| Vitiello 18’ L. Viola 27’ Carlini 62’ El Ouazni 90’ | Marcatori |  |

| Arbitro: | Bitonti (Bologna) |

|               |           |                   |
| Partipilo 13’ | Marcatori | 57’ (rig.) Paponi |

#### Girone di Ritorno
| Arbitro: | Longo (Paola) |

|             |           |  |
| Carlini 21’ | Marcatori |  |

| Arbitro: | Cipriani (Empoli) |

|  |           |                                                    |
|  | Marcatori | 11’ (rig.) Carlini 66’, 71’ El Ouazni 82’ L. Viola |

| Potenza 23 gennaio 2019, ore 20:30 CEST 22ª giornata | Potenza                | 0 – 0 referto | Juve Stabia | Stadio Alfredo Viviani (3 827 spett.)\| Arbitro: \| Marchetti (Ostia Lido) \| |
| Arbitro:                                             | Marchetti (Ostia Lido) |               |             |                                                                               |

| Arbitro: | Carella (Bari) |

|          |           |  |
| Calò 29’ | Marcatori |  |

| Arbitro: | De Santis (Lecce) |

|  |           |                     |
|  | Marcatori | 90+6’ (rig.) Paponi |

| Castellammare di Stabia 13 febbraio 2019, ore 20:30 CEST 26ª giornata | Juve Stabia        | 0 – 0 referto | Catanzaro | Stadio Romeo Menti (6 000 spett.)\| Arbitro: \| Ayroldi (Molfetta) \| |
| Arbitro:                                                              | Ayroldi (Molfetta) |               |           |                                                                       |

| Monopoli 16 febbraio 2019 27ª giornata | Monopoli           | 0 – 0 referto | Juve Stabia | Stadio Vito Simone Veneziani\| Arbitro: \| Marcenaro (Genova) \| |
| Arbitro:                               | Marcenaro (Genova) |               |             |                                                                  |

| Arbitro: | Meraviglia (Pistoia) |

|             |           |  |
| Germoni 83’ | Marcatori |  |

| Caserta 3 marzo 2019 29ª giornata | Casertana         | 0 – 0 referto | Juve Stabia | Stadio Alberto Pinto (0 spett.)\| Arbitro: \| Amabile (Vicenza) \| |
| Arbitro:                          | Amabile (Vicenza) |               |             |                                                                    |

| Arbitro: | Paterna (Teramo) |

|                               |           |                   |
| Paponi 51’ Carlini 76’ (rig.) | Marcatori | 27’, 53’ Pugliese |

| Arbitro: | Sozza (Seregno) |

|                 |           |  |
| Lodi 11’ (rig.) | Marcatori |  |

| Arbitro: | Annaloro (Collegno) |

|             |           |             |
| Canotto 26’ | Marcatori | 90+3’ Gondo |

| Bisceglie 31 marzo 2019, ore 16:30 33ª giornata | Bisceglie         | 0 – 0 referto | Juve Stabia | Stadio Gustavo Ventura (1.404 spett.)\| Arbitro: \| Santoro (Messina) \| |
| Arbitro:                                        | Santoro (Messina) |               |             |                                                                          |

| Arbitro: | Amabile (Vicenza) |

|                         |           |  |
| Carlini 65’ Canotto 76’ | Marcatori |  |

| Arbitro: | Ayroldi (Molfetta) |

|                          |           |                             |
| Ferrini 16’ Miracoli 52’ | Marcatori | 57’, 68’ Mezavilla 71’ Elia |

| Arbitro: | De Santis (Lecce) |

|                                 |           |                  |
| Paponi 10’ (rig.) Mezavilla 47’ | Marcatori | 31’ (rig.) Bubas |

| 28 aprile 2019 37ª giornata | Matera | 0 – 3 (0-3) assegnato a tavolino per il ritiro del Matera dal torneo. | Juve Stabia |  |

| Arbitro: | Moriconi (Roma) |

|                     |           |                         |
| L. Viola 20’ (rig.) | Marcatori | 14’ Puntoriere 16’ Pino |

### Coppa Italia

#### Primo Turno
| Arbitro: | Carella (Bari) |

|            |           |  |
| Paponi 80’ | Marcatori |  |

#### Secondo Turno
| Arbitro: | Rapuano (Rimini) |

|                                                         |           |             |
| Matos 8’ Ant. Caracciolo 32’ Pazzini 59’ Di Carmine 73’ | Marcatori | 48’ Canotto |

### Coppa Italia Serie C

#### Primo Turno
| Arbitro: | Chindemi (Viterbo) |

|  |           |                            |
|  | Marcatori | 110’ El Ouazni 120’ Paponi |

| Arbitro: | Longo (Paola) |

|              |           |                          |
| Mastalli 85’ | Marcatori | 6’ Leveque 71’ C. Panico |

### Supercoppa di Serie C
| Arbitro: | Pashuku (Albano Laziale) |

|                     |           |                            |
| Paponi 73’ Elia 78’ | Marcatori | 47’ S. Icardi 51’ Iocolano |

| Arbitro: | D. Miele (Torino) |

|                                                      |           |  |
| Candellone 28’ De Agostini 47’ P. Schiavi 52’ (aut.) | Marcatori |  |